# Faiza của Ai Cập
Faiza Fuad Rauf (tiếng Ả Rập: الأميرة فايزة بنت فؤاد الأول) là một Vương nữ Ai Cập và là một thành viên trong vương thất của nhà Muhammad Ali.

## Thiếu thời
Faiza Rauf được sinh ra trong Cung điện Abdeen tại thủ đô Cairo vào ngày 8 tháng 11 năm 1923. Bà là người con thứ ba của Quốc vương Fuad I và Vương hậu Nazli Sabri. Bà cũng là em ruột của Quốc vương kế vị Farouk và Fawzia Fuad; chị của Faika Sadek và Fathia Ghali. Bà là chắt của Thiếu tướng Muhammad Sharif Pasha (Nazli Sabri là cháu ngoại của ông này), kiêm Thủ tướng và Bộ trưởng Bộ Ngoại giao, người gốc Thổ Nhĩ Kỳ.

## Đời tư
Vương nữ Faiza không hề muốn kết hôn với bất kỳ một thành viên nào trong hoàng gia các nước Trung Đông. Thay vào đó, bà kết hôn với người anh em họ người Thổ Nhĩ Kỳ là Bulent Rauf (1911 – 1987) tại Cairo vào ngày 17 tháng 5 năm 1945. Bulent là một người đàn ông được hưởng nền giáo dục của Tây phương, là cháu nội của vua Ismail Pasha. Cuộc hôn nhân của họ được sắp đặt bởi gia đình. Vua anh Farouk không ủng hộ cuộc hôn nhân này, nhưng đành miễn cưỡng tán thành. Faiza và chồng sống trong Cung điện Zohria trên đảo Gezira nằm giữa lòng sông Nin.
Faiza trở nên quan trọng đối với người chị gái Fawzia Fuad sau khi bà ly dị với Quốc vương Iran Mohammad Reza Pahlavi vào năm 1948. Sau này Farouk đã đặt Faiza và chồng dưới sự quản thúc tại gia do có mối nghi ngờ với người em rể. Hai vợ chồng Vương nữ Faiza đã ra mắt một bộ phim về một cuộc đảo chính quân sự 6 tuần trước khi xảy ra Cách mạng Ai Cập năm 1952.
Sau cuộc cách mạng trên, vua Farouk thoái vị, Faiza chuyển đến Istanbul năm 1954. Sau đó, bà và chồng chuyển đến Tây Ban Nha rồi Pháp. Sau đó, bà chuyển đến Mỹ và định cư tại Beverly Hills thuộc bang California đến cuối đời, để lại chồng ở Paris. Họ không có con và ly dị vào năm 1962.
Faiza qua đời vào ngày 9 tháng 6 năm 1994 ở tuổi 71 tại Westwood, Los Angeles.